# لويس بونس
لويس بونس (بالفرنسية: Louis Pons)‏ هو مؤدي فرنسي، ولد في 30 أبريل 1927 في مارسيليا في فرنسا، وتوفي في 1985.